# Чеймбърс (окръг, Алабама)
Окръг Чеймбърс (на английски: Chambers County) е окръг в щата Алабама, Съединени американски щати. Площта му е 1562 km², а населението – 34 772 души (1 април 2020). Административен център е град Лафайет.